# Gorące chłopaki
Gorące chłopaki (tytuł oryg. Hot Boyz) – amerykański film akcji, autorski projekt rapera Mastera P. Film wydano w 1999 roku z przeznaczeniem użytku domowego (direct-to-video), minął się więc on z dystrybucją kinową.